# Morcenx-la-Nouvelle
Morcenx-la-Nouvelle es una comuna nueva francesa situada en el departamento de Landas, de la región de Nueva Aquitania.

## Historia
Fue creada el 1 de enero de 2019, en aplicación de una resolución del prefecto de Landas de 16 de noviembre de 2018 con la unión de las comunas de Arjuzanx, Garrosse, Morcenx y Sindères, pasando a estar el ayuntamiento en la antigua comuna de Morcenx.

## Demografía
Según los datos aportados en la resolución del prefecto de Landas, la comuna se crea con 5106 habitantes.

## Composición
| Comuna fusionada | Código INSEE | Población (2016) | Superficie (km²) | Densidad (hab./km²) |
| ---------------- | ------------ | ---------------- | ---------------- | ------------------- |
| Arjuzanx         | 40009        | 215              | 29.2             | 7.4                 |
| Garrosse         | 40107        | 279              | 26.68            | 10                  |
| Morcenx          | 40197        | 4397             | 62.08            | 71                  |
| Sindères         | 40302        | 186              | 20.34            | 9.1                 |